# Luciano Maggini
Luciano Maggini (Seano, Toscana, 16 de maio de 1925 – Seano, 24 de janeiro de 2012) foi um ciclista italiano, atuando como profissional entre 1946 e 1957. Destacou-se como bom velocista.
As suas principais vitórias conseguiu-as ao Giro d'Italia, em que ganhou 7 etapas nas diferentes participações. Também ganhou numerosas clássicas italianas, como por exemplo o Giro de Campania, o Giro de Veneto, o Giro de Emilia e a Milão-Torino
É irmão do também ciclista Sergio Maggini.

## Palmarés
- 1946
  - 1º no Giro do Casentino
- 1947
  - 1º no Grande Prêmio de Nice
  - Vencedor de 2 etapas ao Giro d'Italia
- 1948
  - 1º no Giro do Veneto
  - 1º no Giro de Campania
  - Vencedor de uma etapa ao Giro d'Italia
- 1949
  - 1º no G. P. Indústria e Comércio de Prato
  - Vencedor de uma etapa ao Giro d'Italia
- 1950
  - 1º no Giro de Emilia
  - Vencedor de 2 etapas ao Giro d'Italia
- 1951
  - 1º no Giro dell'Emilia
  - 1º no Giro de Reggio Calabria
  - Vencedor de uma etapa ao Giro d'Italia
- 1952
  - 1º no Giro da Romagna
  - 1º no Grande Prêmio da Indústria e o Comércio de Prato
  - Vencedor de uma etapa da Roma-Nápoles-Roma
- 1953
  - 1º na Coppa Placci
  - 1º na Milão-Torino
  - 1º no Grande Prêmio Massaua-Fossati
  - 1º no Giro de Reggio Calabria
- 1954
  - 1º no Giro do Veneto

### Resultados ao Giro d'Italia
- 1947. Abandona. Vencedor de 2 etapas
- 1948. Abandona. Vencedor de uma etapa
- 1949. 12º da classificação geral. Vencedor de uma etapa
- 1950. 5º da classificação geral. Vencedor de 2 etapas
- 1951. 16º da classificação geral. Vencedor de uma etapa
- 1952. 60º da classificação geral
- 1953. 58º da classificação geral
- 1954. Abandona